# Грабовик Олександр Олександрович
Олександр Олександрович Грабовик (біл. Аляксандр Аляксандравіч Грабовік; нар. 9 грудня 1988, Новогрудок, Гродненська область, БРСР, СРСР) — білоруський борець греко-римського стилю, срібний та бронзовий призер чемпіонатів Європи, срібний призер Європейських ігор.

## Біографія
Боротьбою почав займатися з 1998 року. У 2002 році у складі збірної України виступив на чемпіонаті Європи серед кадетів, де посів 15 місце. У подальшому захищав кольори збірної команди Білорусі, спочатку юніорської, потім основної.
1997—2004 рр. — учень Комплексної дитячо-юнацької спортивної школи Спортивного клубу Федерації профспілок Білорусі, м. Новогрудок.
2004—2008 рр. — учень Гродненського державного училища олімпійського резерву.
З 2008 — спортсмен-учень Гродненського обласного комплексного центру олімпійського резерву.
Виступає за Школу вищої спортивної майстерності, Гродно.
Закінчив Гродненський державний аграрний університет за спеціальністю «зооінженерія».

## Спортивні результати на міжнародних змаганнях

### Виступи на Чемпіонатах світу
| Змагання                        | Збірна   | Вагова категорія                 | Місце |
| ------------------------------- | -------- | -------------------------------- | ----- |
| Чемпіонат світу з боротьби 2010 | Білорусь | греко-римська боротьба, до 84 кг | 23    |
| Чемпіонат світу з боротьби 2013 | Білорусь | греко-римська боротьба, до 96 кг | 11    |
| Чемпіонат світу з боротьби 2014 | Білорусь | греко-римська боротьба, до 98 кг | 5     |
| Чемпіонат світу з боротьби 2015 | Білорусь | греко-римська боротьба, до 98 кг | 25    |
| Чемпіонат світу з боротьби 2017 | Білорусь | греко-римська боротьба, до 98 кг | 28    |
| Чемпіонат світу з боротьби 2018 | Білорусь | греко-римська боротьба, до 97 кг | 28    |
| Чемпіонат світу з боротьби 2019 | Білорусь | греко-римська боротьба, до 97 кг | 23    |

### Виступи на Чемпіонатах Європи
| Змагання                         | Збірна   | Вагова категорія                 | Місце  |
| -------------------------------- | -------- | -------------------------------- | ------ |
| Чемпіонат Європи з боротьби 2013 | Білорусь | греко-римська боротьба, до 96 кг | 16     |
| Чемпіонат Європи з боротьби 2014 | Білорусь | греко-римська боротьба, до 98 кг | 7      |
| Чемпіонат Європи з боротьби 2016 | Білорусь | греко-римська боротьба, до 98 кг | Бронза |
| Чемпіонат Європи з боротьби 2017 | Білорусь | греко-римська боротьба, до 98 кг | Срібло |

### Виступи на Європейських іграх
| Змагання              | Збірна   | Вагова категорія                 | Місце  |
| --------------------- | -------- | -------------------------------- | ------ |
| Європейські ігри 2019 | Білорусь | греко-римська боротьба, до 97 кг | Срібло |

### Виступи на Кубках світу
| Змагання                    | Збірна   | Вагова категорія                 | Місце |
| --------------------------- | -------- | -------------------------------- | ----- |
| Кубок світу з боротьби 2012 | Білорусь | греко-римська боротьба, до 96 кг | 14    |

### Виступи на інших змаганнях
| Змагання                                                         | Збірна   | Вагова категорія                 | Місце  |
| ---------------------------------------------------------------- | -------- | -------------------------------- | ------ |
| Гран-прі Німеччини з боротьби 2009                               | Білорусь | греко-римська боротьба, до 84 кг | 5      |
| Турнір Вехбі Емре 2010                                           | Білорусь | греко-римська боротьба, до 84 кг | 10     |
| Чемпіонат світу з боротьби серед студентів 2010                  | Білорусь | греко-римська боротьба, до 84 кг | 13     |
| Турнір Івана Піддубного 2011                                     | Білорусь | греко-римська боротьба, до 84 кг | 7      |
| Кубок Владислава Пітласинські 2011                               | Білорусь | греко-римська боротьба, до 96 кг | 12     |
| Кубок Владислава Пітласинські 2012                               | Білорусь | греко-римська боротьба, до 96 кг | 13     |
| Кубок Президента Казахстану з боротьби 2012                      | Білорусь | греко-римська боротьба, до 96 кг | 5      |
| Турнір Вехбі Емре 2013                                           | Білорусь | греко-римська боротьба, до 96 кг | 15     |
| Літня Універсіада 2013                                           | Білорусь | греко-римська боротьба, до 96 кг | 7      |
| Кубок Владислава Пітласинські 2013                               | Білорусь | греко-римська боротьба, до 96 кг | 8      |
| Турнір Івана Піддубного 2014                                     | Білорусь | греко-римська боротьба, до 98 кг | Бронза |
| Турнір Вехбі Емре 2014                                           | Білорусь | греко-римська боротьба, до 98 кг | 8      |
| Гран-прі Німеччини з боротьби 2014                               | Білорусь | греко-римська боротьба, до 98 кг | Бронза |
| Меморіал Олега Караваєва 2014                                    | Білорусь | греко-римська боротьба, до 98 кг | Срібло |
| Відкритий чемпіонат Загреба з боротьби 2015                      | Білорусь | греко-римська боротьба, до 98 кг | Золото |
| Турнір Вехбі Емре і Гаміта Каплана 2015                          | Білорусь | греко-римська боротьба, до 98 кг | Срібло |
| Кубок Владислава Пітласинські 2015                               | Білорусь | греко-римська боротьба, до 98 кг | 25     |
| Меморіал Болата Турлиханова 2015                                 | Білорусь | греко-римська боротьба, до 98 кг | Золото |
| Меморіал Олега Караваєва 2015                                    | Білорусь | греко-римська боротьба, до 98 кг | Срібло |
| Турнір Івана Піддубного 2016                                     | Білорусь | греко-римська боротьба, до 98 кг | 7      |
| Олімпійський кваліфікаційний турнір з боротьби 2016 (Улан-Батор) | Білорусь | греко-римська боротьба, до 98 кг | Золото |
| Кубок Владислава Пітласинські 2016                               | Білорусь | греко-римська боротьба, до 98 кг | 8      |
| Чемпіонат світу з боротьби серед військовослужбовців 2016        | Білорусь | греко-римська боротьба, до 98 кг | Золото |
| Меморіал Олега Караваєва 2016                                    | Білорусь | команда                          | Золото |
| Золотий Гран-прі з боротьби 2016                                 | Білорусь | греко-римська боротьба, до 98 кг | Срібло |
| Клубний чемпіонат світу з боротьби 2016                          | Білорусь | команда                          | 9      |
| Турнір Вехбі Емре і Гаміта Каплана 2017                          | Білорусь | греко-римська боротьба, до 98 кг | Золото |
| Гран-прі Угорщини з боротьби 2017                                | Білорусь | греко-римська боротьба, до 98 кг | Золото |
| Кубок Владислава Пітласинські 2017                               | Білорусь | греко-римська боротьба, до 98 кг | 17     |
| Меморіал Олега Караваєва 2017                                    | Білорусь | команда                          | Золото |
| Гран-прі Загреба з боротьби 2018                                 | Білорусь | греко-римська боротьба, до 97 кг | Бронза |
| Меморіал Кристьяна Палусалу 2018                                 | Білорусь | греко-римська боротьба, до 97 кг | Срібло |
| Чемпіонат світу з боротьби серед військовослужбовців 2018        | Білорусь | греко-римська боротьба, до 97 кг | 7      |
| Турнір Вехбі Емре і Гаміта Каплана 2018                          | Білорусь | греко-римська боротьба, до 97 кг | 5      |
| Гран-прі Німеччини з боротьби 2018                               | Білорусь | греко-римська боротьба, до 97 кг | 9      |
| Меморіал Олега Караваєва 2018                                    | Білорусь | греко-римська боротьба, до 97 кг | Золото |
| Турнір Вехбі Емре і Гаміта Каплана 2019                          | Білорусь | греко-римська боротьба, до 97 кг | 12     |
| Гран-прі Угорщини з боротьби 2019                                | Білорусь | греко-римська боротьба, до 97 кг | 23     |
| Меморіал Олега Караваєва 2019                                    | Білорусь | греко-римська боротьба, до 97 кг | 5      |
| Всесвітні ігри військовослужбовців 2019                          | Білорусь | греко-римська боротьба, до 97 кг | Бронза |
| Гран-прі Франції Анрі Деглана 2020                               | Білорусь | греко-римська боротьба, до 97 кг | Бронза |

### Виступи на змаганнях молодших вікових груп
| Змагання                                       | Збірна   | Вагова категорія                 | Місце |
| ---------------------------------------------- | -------- | -------------------------------- | ----- |
| Чемпіонат Європи з боротьби серед кадетів 2002 | Україна  | греко-римська боротьба, до 54 кг | 15    |
| Чемпіонат Європи з боротьби серед юніорів 2007 | Білорусь | греко-римська боротьба, до 84 кг | 20    |
| Чемпіонат Європи з боротьби серед юніорів 2008 | Білорусь | греко-римська боротьба, до 84 кг | 17    |